# Clubiona limpida
Clubiona limpida är en spindelart som beskrevs av Simon 1897. Clubiona limpida ingår i släktet Clubiona och familjen säckspindlar. Inga underarter finns listade i Catalogue of Life.